# Михаела Крайчек
Михаела Крайчек (на нидерландски: Michaela Krajicek) е професионална тенисистка от Нидерландия. Тя е сестра на известния в близкото минало нидерландски тенисист Рихард Крайчек, шампион от „Уимбълдън“ през 1996 г.
Михаела Крайчек започва да тренира тенис от най-ранна детска възраст по настояване на своя баща Петер Крайчек. През 2003 г. Михаела дебютира в професионалния тенис. През същата година получава и наградата на нидерландската спортна общественост за най-бързо проспериращ млад талант. Тя напълно оправдава получената награда, след като успява да спечели през 2004 г. юношеския формат на Откритото първенство на САЩ на сингъл, а по-късно през годината да спечели и шампионските титли от Откритото първенство на Франция и Откритото първенство на САЩ по двойки. В края на 2004 г. Михаела Крайчек вече оглавява Световната ранглиста за девойки.
Първата си титла при жените нидерландската тийнейджърка печели през 2005 г. на турнира „Ташкент Оупън“, в който надиграва представителката на домакините Акгул Аманмурадова. През 2006 г. печели още 2 много важни състезания. Първото е през януари на турнира „Мурила Интернешънъл“ на остров Тасмания, където във финалния мач се налага над чешката тенисистка Ивета Бенешова с 6:2, 6:1. През юни тя постига сериозен успех, побеждавайки на родна земя в Хертогенбош рускинята Динара Сафина с 6:3, 6:4.
В мачовете по двойки нидерландската тенисистка има регистрирани 4 титли – 2 от тези титли печели със словашката си партньорка Жанет Хусарова, веднъж с Марина Еракович, а последната и титла по двойки е от началото на 2010 г., когато във финалния двубой на турнира в Мемфис си партнира с американката Ваня Кинг, заедно с която сломяват съпротивата на Мегън Шонеси и Бетани Матек-Сандс.
В професионалната си кариера има и загубен финал за „Хопман Къп“ през 2005 г. в Пърт, където си партнира със сънародника си Петер Веселс, с когото са надиграни от амереканците Лиза Реймънд и Тейлър Дент.